# Sint-Maria-Magdalenakerk (Sint-Maria-Lierde)

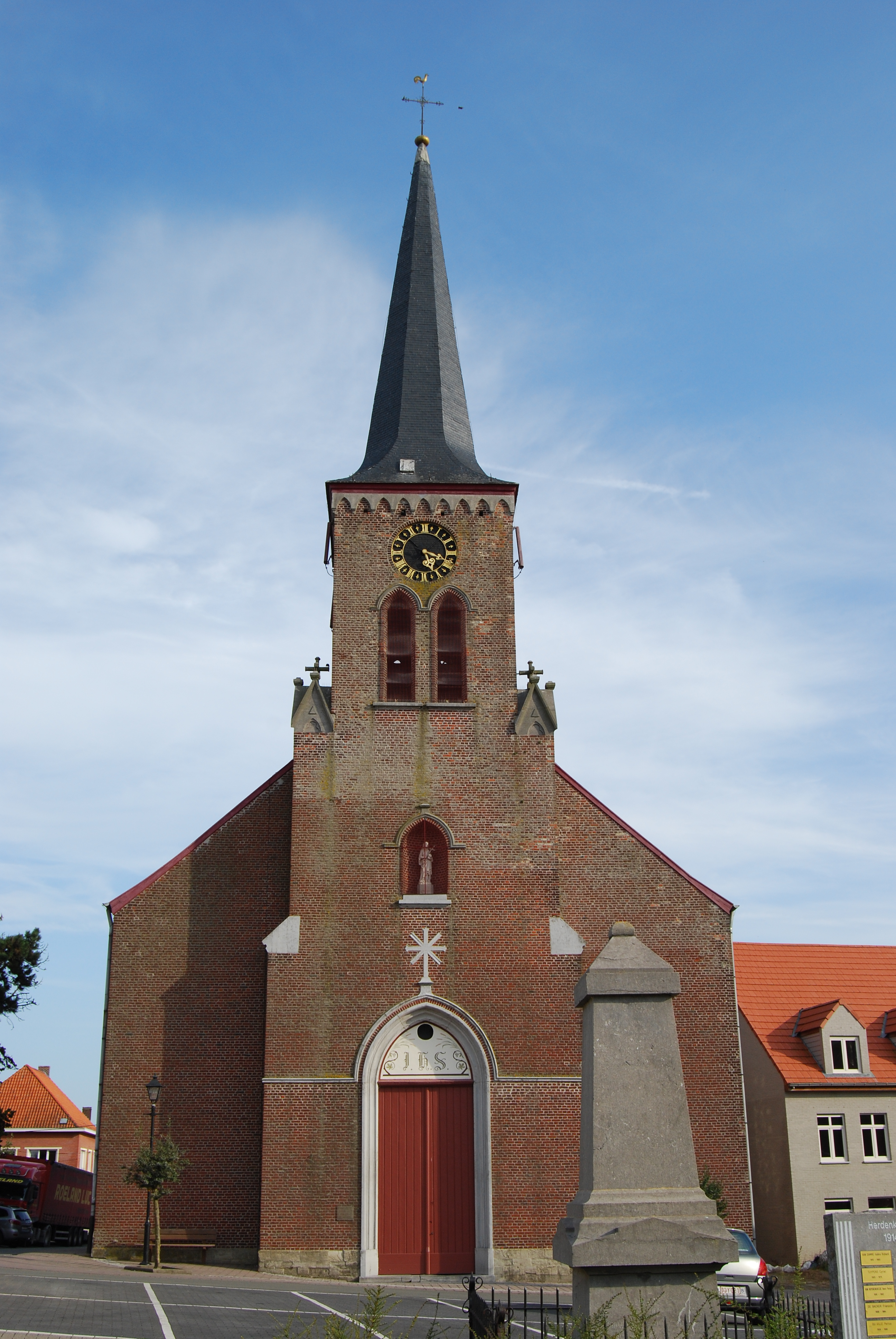
Sint-Maria-Magdalenakerk

De Sint-Maria-Magdalenakerk is de parochiekerk van de tot de Oost-Vlaamse gemeente Lierde behorende plaats Sint-Maria-Lierde, gelegen aan de Dorpstraat.

## Geschiedenis
In 1108 was er al sprake van een parochie, waarvan het patronaatsrecht in handen werd gelegd van de Sint-Adriaansabdij te Geraardsbergen.
De kerk was oorspronkelijk aan Onze-Lieve-Vrouw gewijd en sinds 1642 aan Maria Magdalena.
De oude kerk werd gesloopt en vervangen door een 1848-1850 gebouwde neogotische kerk naar ontwerp van P. Declercq.

## Gebouw
Het betreft een naar het zuidoosten georiënteerd, sober bakstenen kerkgebouw. De driebeukige kerk heeft een driezijdig afgesloten koor en een grotendeels ingebouwde toren.

## Interieur
Het interieur is beschilderd in neogotische stijl. Het overgrote deel van kunstwerken en meubilair is eveneens neogotisch. De 18e-eeuwse calvariegroep is afkomstig uit de -halverwege de 19e eeuw gesloopte- Sint-Gertrudiskapel. De preekstoel is van 1778 en het doopvont is 15e-eeuws.
Het orgel werd in 1886 gebouwd door F. De Campenaere.

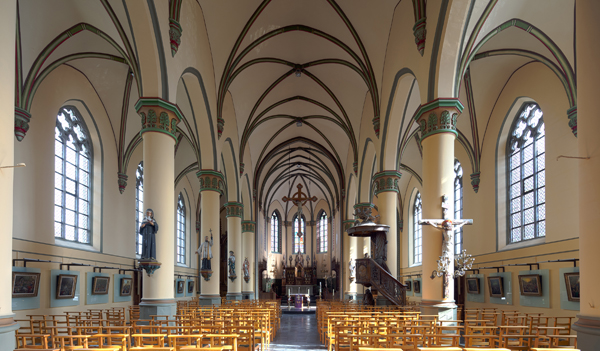
Interieur
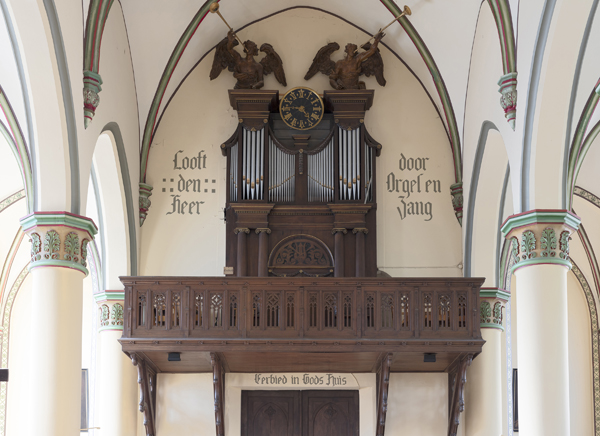
Orgel
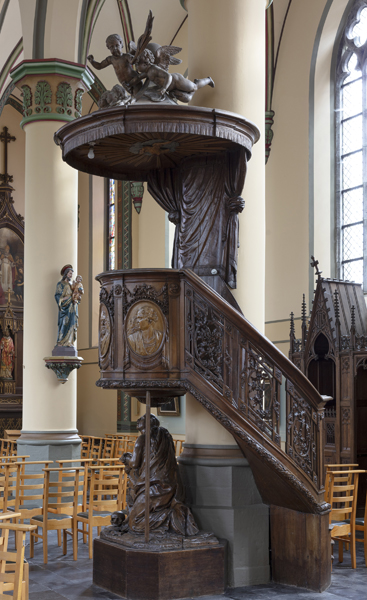
Preekstoel
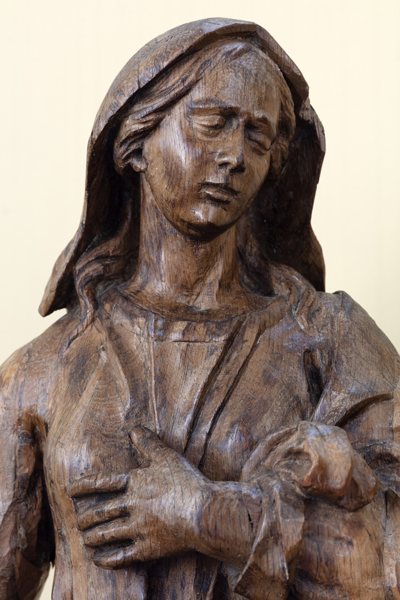
Calvarie
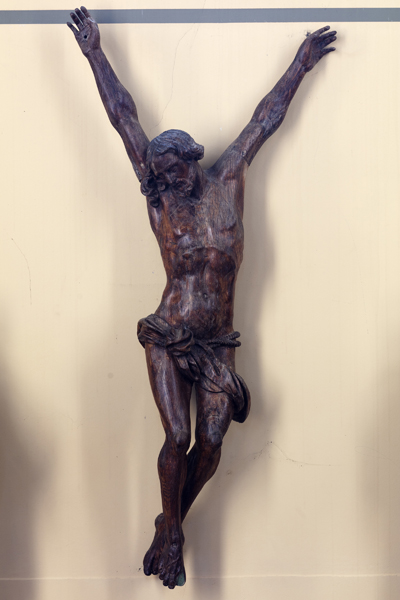
Calvarie